# Pablo Iglesias Posse
Pour les articles homonymes, voir Iglesias et Pablo Iglesias.
Pablo Iglesias Posse est un homme politique espagnol, né le 18 octobre 1850 à Ferrol, (Galice) et mort le 9 décembre 1925 à Madrid (Espagne).
Fondateur du Parti socialiste ouvrier espagnol (Partido Socialista Obrero Español, PSOE) et du syndicat socialiste de l'Union générale des travailleurs (Unión General de Trabajadores, UGT).

## Biographie
Apprenti en imprimerie, Pablo Iglesias Posse rejoint la section des industries typographiques de là Ire Internationale en 1870, fait pour lequel il va être persécuté. En 1874, il est déjà le président de l'Association générale des arts d'imprimerie et depuis la clandestinité, fonde le 2 mai 1879 le Parti socialiste ouvrier espagnol (PSOE).
Le 12 mai 1886 parait le premier numéro du journal El Socialista, qui est toujours l'organe du PSOE.
En 1888, il fonde l'UGT et participe au congrès fondateur de la IIe Internationale.
En 1890, il prend la tête de la première manifestation du 1er mai en Espagne.
En 1910, Pablo Iglesias est élu le premier député (et unique alors) du PSOE en Espagne.
Il quitte la vie publique en 1919, souffrant d'une maladie respiratoire.
Lors de son enterrement, 150 000 Madrilènes environ vont l'accompagner en hommage.

## Histoire du buste de Pablo Iglesias

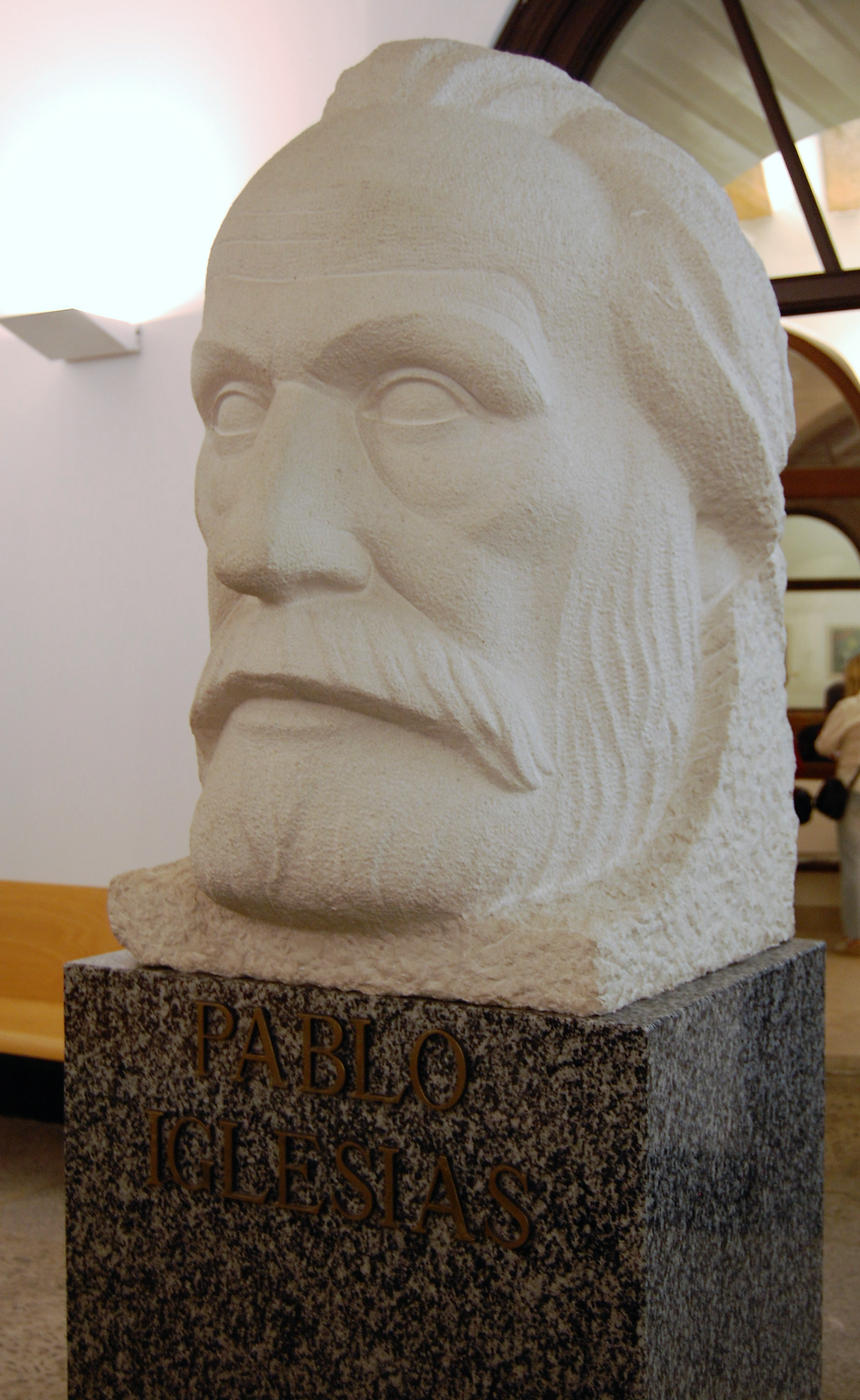
Buste de Pablo Iglesias (José Noja, 2001).

Le 7 février 1979, Alfonso Guerra et d'autres socialistes déterrèrent dans les jardins du Retiro (Madrid) un buste de Pablo Iglesias réalisé par Emiliano Barral. Ce buste faisait partie d'un monument érigé par la ville de Madrid au fondateur du PSOE et qui en 1939 avait été dynamité par les franquistes. José Pradal, architecte des jardins de Madrid, procéda, une nuit, à la dissimulation du buste dans le parc du Retiro aidé par deux de ses ouvriers, au péril de leur vie. Il fit un plan du lieu qu'il conserva chez lui jusqu'en 1957. Conscient du danger qu'il encourait il se rendit à Toulouse afin de le remettre à son frère Gabriel Pradal, ancien député socialiste en exil. Ce plan fut conservé par la fille de Gabriel, Mercedes Pradal, jusqu'en 1979, date à laquelle elle le transmis à Alfonso Guerra. Les socialistes espagnols décidèrent alors de déterrer ce buste, dans un acte d'une portée particulièrement symbolique. Le buste fait désormais partie de la collection permanente du PSOE ;  il est exposé au siège national du PSOE à Madrid, 70 rue Ferraz à côté de la réception.

## Postérité
- La Fondation Pablo Iglesias est créée en sa mémoire[2].